# Temple, Maine
Temple är en kommun (town) i Franklin County i Maine. Vid 2010 års folkräkning hade Temple 528 invånare.